# Medesano
Medesano är en ort och kommun i provinsen Parma i regionen Emilia-Romagna i Italien. Kommunen hade 10 884 invånare (2018).